# 納茨福德 (英屬哥倫比亞)
納茨福德（英文：Knutsford）是一個位於加拿大英屬哥倫比亞省甘露市的一個鄰里社區。社區主要座落於甘露市南側山區地帶，緊鄰彼得森溪和普林斯頓-甘露公路（5A）。名稱由1912年在此農牧的羅伯特·朗里奇（Robert Longridge），以英格蘭西北部柴郡的納茨福德命名。舒斯瓦族稱此地Pellpépsellkwe。

## 資料來源
1. ↑  .   [2022-01-23]. （原始内容存档于2022-01-23）.